# Shaili Singh
Shaili Singh (* 7. Januar 2004 in Jhansi, Uttar Pradesh) ist eine indische Leichtathletin, die sich auf den Weitsprung spezialisiert hat.

## Sportliche Laufbahn
Erste internationale Erfahrungen sammelte Shaili Singh im Jahr 2021, als sie bei den U20-Weltmeisterschaften in Nairobi mit einer windunterstützten Weite von 6,59 m die Silbermedaille im Weitsprung gewann. 2023 belegte sie bei den Hallenasienmeisterschaften in Astana mit 6,27 m den fünften Platz. Im Juli gewann sie dann bei den Freiluftmeisterschaften in Bangkok mit 6,55 m die Silbermedaille hinter der Japanerin Sumire Hata. Anschließend schied sie bei den Weltmeisterschaften in Budapest mit 6,40 m in der Qualifikationsrunde aus. Im Oktober belegte sie bei den Asienspielen in Hangzhou mit 6,48 m den fünften Platz. Im Jahr darauf gelangte sie bei den Hallenasienmeisterschaften in Teheran mit 6,27 m den fünften Platz und 2025 gewann sie bei den Asienmeisterschaften in Gumi mit 6,30 m die Bronzemedaille hinter der Iranerin Reyhaneh Mobini Arani und ihrer Landsfrau Ancy Sojan Edappilly.
2021 wurde Singh indische Meisterin im Weitsprung.

## Persönliche Bestleistungen
- Weitsprung: 6,76 m (0,0 m/s), 15. April 2023 in Bengaluru (indischer U20-Rekord)